# 출생증명서

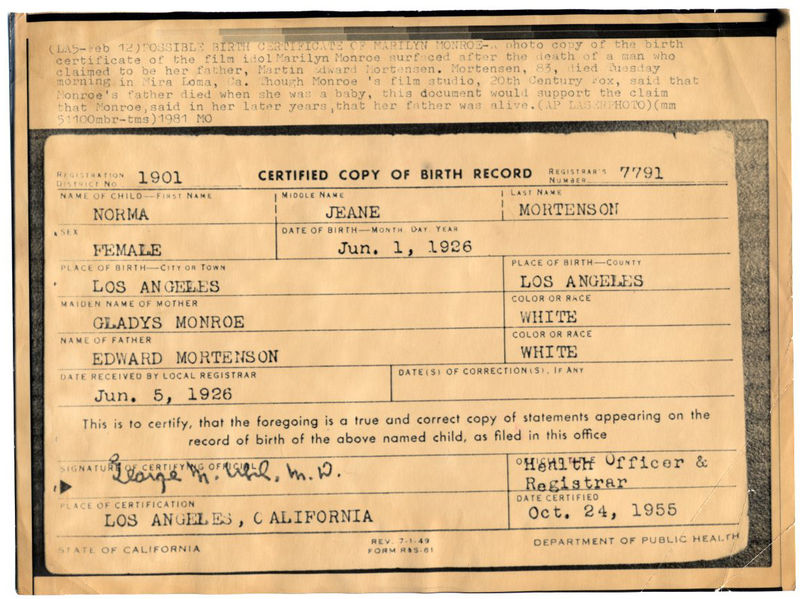
마릴린 먼로의 1955년 출생 증명서, 1926년 출생 증명서.

출생증명서(出生證明書)는 출생을 증명하는 문서로, 이름, 출생지, 생일 등을 표기한다.

## 같이 보기
- 사망진단서
- 스마트 계약
- 결혼증명서
- 여권